# 蔡树梅
蔡树梅（1936年—），河北省大城县人。中华人民共和国政治人物。
早年供职于天津义祥织布厂、天津色织四厂，任工人。文化大革命期间从政，1971年，任中共天津市委常委、天津市革命委员会副主任。文革结束后经检查，降职，后任天津色织四厂副厂长。